# Circonscription de La Canée
La circonscription de La Canée (en grec Εκλογική περιφέρεια Χανίων) est une circonscription législative de la Grèce. Elle correspond au territoire du nome de La Canée. Elle compte 142 377 électeurs inscrits en janvier 2015.

Situation de la circonscription de La Canée

## Élections législatives de mai 2012

### Résultats
La circonscription de La Canée élit quatre députés en mai 2012. Les élections ont lieu au scrutin proportionnel plurinominal avec prime majoritaire et un seuil de représentation de 3 % des suffrages exprimés au niveau national.
92 846 électeurs se sont exprimés sur 142 394 inscrits, soit un taux de participation de 65,20 %. Parmi les vingt-cinq listes candidates, deux listes obtiennent au moins un siège dans la circonscription.
| Rang | Liste                              | Nombre de voix | Pourcentage des voix | Nombre de sièges |
| ---- | ---------------------------------- | -------------- | -------------------- | ---------------- |
| 1    | SYRIZA                             | +15 614,       | 17,19 %              | 1                |
| 2    | Mouvement socialiste panhellénique | +12 645,       | 13,92 %              | 0                |
| 3    | Alliance démocrate                 | +12 171,       | 13,40 %              | 0                |
| 4    | Grecs indépendants                 | +09 019,       | 9,93 %               | 0                |
| 5    | Nouvelle Démocratie                | +07 663,       | 8,44 %               | 3                |
| 6    | Parti communiste de Grèce          | +06 782,       | 7,47 %               | 0                |
| 7    | Gauche démocrate                   | +06 183,       | 6,81 %               | 0                |
| 8    | Verts écologistes                  | +04 459,       | 4,91 %               | 0                |
| 9    | Aube dorée                         | +03 891,       | 4,28 %               | 0                |

### Députés

#### SYRIZA
La liste de la SYRIZA est en tête et obtient un siège.
| Rang | Nom                | Nombre de voix |
| ---- | ------------------ | -------------- |
| 1    | Geórgios Stathákis | +5 269,        |

#### Nouvelle Démocratie
La liste de la Nouvelle Démocratie est cinquième et obtient trois sièges.
| Rang | Nom                               | Nombre de voix |
| ---- | --------------------------------- | -------------- |
| 1    | Manoussos-Konstantinos Voloudakis | +4 435,        |
| 2    | Kyriakos Virvidakis               | +2 247,        |
| 3    | Konstantinos Gyparis              | +1 811,        |

## Élections législatives de juin 2012

### Résultats
La circonscription de La Canée élit quatre députés en juin 2012. Les sièges sont répartis à l'issue d'un scrutin proportionnel plurinominal avec prime majoritaire entre les listes ayant obtenu au moins 3 % des suffrages exprimés au niveau national.
88 100 électeurs se sont exprimés sur 142 096 inscrits, soit un taux de participation de 62,00 %. Parmi les dix-huit listes candidates, deux listes obtiennent au moins un siège dans la circonscription.
| Rang | Liste                              | Nombre de voix | Pourcentage des voix | Nombre de sièges |
| ---- | ---------------------------------- | -------------- | -------------------- | ---------------- |
| 1    | SYRIZA                             | +29 488,       | 33,77 %              | 1                |
| 2    | Nouvelle Démocratie                | +17 840,       | 20,43 %              | 3                |
| 3    | Mouvement socialiste panhellénique | +12 024,       | 13,77 %              | 0                |
| 4    | Grecs indépendants                 | +07 306,       | 8,37 %               | 0                |
| 5    | Gauche démocrate                   | +06 055,       | 6,93 %               | 0                |
| 6    | Aube dorée                         | +04 788,       | 5,48 %               | 0                |
| 7    | Parti communiste de Grèce          | +03 287,       | 3,76 %               | 0                |

### Députés

#### SYRIZA
La liste de la SYRIZA est en tête et obtient un siège.
| Rang | Nom                |
| ---- | ------------------ |
| 1    | Geórgios Stathákis |

#### Nouvelle Démocratie
La liste de la Nouvelle Démocratie est deuxième et obtient trois sièges.
| Rang | Nom                               |
| ---- | --------------------------------- |
| 1    | Christos Markogiannakis           |
| 2    | Manoussos-Konstantinos Voloudakis |
| 3    | Kyriakos Virvidakis               |

## Élections législatives de janvier 2015

### Résultats
La circonscription de La Canée élit quatre députés en janvier 2015. Les sièges sont répartis à l'issue d'un scrutin proportionnel plurinominal avec prime majoritaire entre les listes ayant obtenu au moins 3 % des suffrages exprimés au niveau national.
92 015 électeurs se sont exprimés sur 142 377 inscrits, soit un taux de participation de 64,63 %. Parmi les seize listes candidates, deux listes obtiennent au moins un siège dans la circonscription.
| Rang | Liste                              | Nombre de voix | Pourcentage des voix | Nombre de sièges |
| ---- | ---------------------------------- | -------------- | -------------------- | ---------------- |
| 1    | SYRIZA                             | +38 724,       | 43,07 %              | 3                |
| 2    | Nouvelle Démocratie                | +17 814,       | 19,81 %              | 0                |
| 3    | La Rivière                         | +10 936,       | 12,16 %              | 1                |
| 4    | Grecs indépendants                 | +05 170,       | 5,75 %               | 0                |
| 5    | Parti communiste de Grèce          | +04 315,       | 4,80 %               | 0                |
| 6    | Aube dorée                         | +03 856,       | 4,29 %               | 0                |
| 7    | Mouvement socialiste panhellénique | +02 581,       | 2,87 %               | 0                |

### Députés
La répartition des sièges au sein de chaque liste élue dépend du nombre de voix obtenues individuellement par chaque candidat, suivant le système du vote préférentiel. Dans la circonscription de La Canée, les listes peuvent comporter jusqu'à six candidats. Les électeurs peuvent exprimer un vote préférentiel pour un maximum de deux candidats sur la liste pour laquelle ils votent.

#### SYRIZA
La liste de la SYRIZA est en tête et obtient trois sièges.
| Rang | Nom                 | Nombre de voix |
| ---- | ------------------- | -------------- |
| 1    | Geórgios Stathákis  | +20 456,       |
| 2    | Pavlos Polakis      | +15 645,       |
| 3    | Evangelia Vagionaki | +11 258,       |

#### La Rivière
La liste de La Rivière est troisième et obtient un siège.
| Rang | Nom                 | Nombre de voix |
| ---- | ------------------- | -------------- |
| 1    | Stavros Theodorakis | +10 936,       |